# Viadotto Platano
Il Viadotto Platano è il terzo ponte più alto in Italia e il secondo ponte a stampella più alto del mondo dopo il Viadotto Sfalassà, anch'esso situato in Italia.

## Costruzione

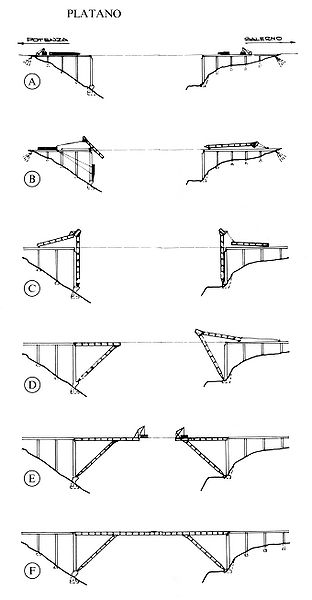
Fasi di realizzazione della campata centrale in acciaio del viadotto Platano.

Seguendo il metodo di costruzione del viadotto Sfalassà, il viadotto Platano è stato progettato in più grandi sezioni su entrambi i lati della gola. Uno dei puntoni (chiamato anche "stampella") è stato costruito verticalmente a tratti prima di essere inclinato sopra la gola, mentre l'altro è stato prefabbricato in azienda prima di essere trainato fino alla fine della struttura giù nella gola. La campata centrale è stata poi realizzata in piccoli tratti da gru mobili. L'assemblaggio dei cassoni è stato effettuato sul posto a ciascuna estremità della struttura, per incontrarsi infine al centro. Questa modalità costruttiva fu eseguita in numerose occasioni dagli architetti italiani degli anni 1970-1980, in particolare per i viadotti di Sfalassà, Rago e Cadore.
Il Ponte Platano si trova al confine tra le regioni Basilicata e Campania, lungo il raccordo autostradale 5 da Sicignano degli Alburni a Potenza. Il termine "raccordo" fa riferimento alla funzione dell'autostrada come connettore tra una grande città e una grande autostrada. In questo caso, l'autostrada collega la città di Potenza all'autostrada A2.
Il progetto fu realizzato dagli ingegneri Silvano Zorzi e Sabatino Procaccia, che progettarono anche il viadotto Sfalassà. La sua campata centrale in acciaio misura circa 291 metri.